# Fedra
En la mitología griega, Fedra (en griego antiguo, Φαίδρα) era una princesa cretense, hija de Minos y de Pasífae o Creta.  Una versión tardía dice que era hija de Sol.  Fedra es una heroína que aparece principalmente en la tragedia, especialmente en el Hipólito de Eurípides o la Fedra de Séneca. El asteroide Fedra fue así llamado en su honor.
Teseo, que se había unido a Heracles en la expedición contra las amazonas, raptó a una de sus reinas, llamada Antíope, Melanipe o Hipólita. Teseo tenía de la amazona un hijo, Hipólito, y más tarde recibió de Deucalión a Fedra. Fedra, después de haber engendrado con Teseo dos hijos, Acamante y Demofonte, se enamoró del hijo de la amazona, esto es, de Hipólito, y le pidió que se uniese a ella, pero como éste odiaba a todas las mujeres, rehuyó el encuentro. Fedra, temiendo que la acusara frente a su padre, forzó las puertas de su alcoba, desgarró sus vestidos y acusó falsamente a Hipólito de atropello. Teseo la creyó y suplicó a Poseidón que Hipólito pereciese. Después de la muerte de Hipólito Fedra, al hacerse manifiesta su pasión, se ahorcó. Odiseo se encontró con las sombras de Fedra, Ariadna y Procris en el inframundo.
En la Teseida se dice que Antíope atacó a Teseo cuando se casó con Fedra y que sus compañeras amazonas la defendieron y Heracles mató a las amazonas.  Otros dicen que Teseo se llevó a la fuerza a Fedra, como era costumbre.  Eurípides nos dice que tras la muerte de la amazona Hipólita, Teseo se casó con Fedra y ambos se exiliaron en Trecén, en donde Hipólito era criado por Piteo. Fue entonces cuando Fedra cayó presa del deseo al contemplar al muchacho. Y todo era un plan orquestado por Afrodita, pues se disponía a castigar a Hipólito por rechazar el amor. Fedra en un principio ocultaba sus sentimientos y se consolaba en palabras de su nodriza. Pero la nodriza, traicionando a Fedra, reveló el secreto a Hipólito y esta, presa de la vergüenza, se suicidó. Teseo encontró, junto al cadáver de Fedra, una tablilla que acusaba a Hipólito de haber querido violentarla. Finalmente Artemisa, revelando a Teseo la verdad de lo que había acontecido, lo consoló diciéndole que Hipólito sería en un futuro honrado.  Tras la muerte de Fedra Pirítoo, el compañero de Teseo, lo persuadió para raptar a Helena.  También se dice que en Trecén hay un mirto con las hojas agujereadas por todas partes; dicen que no era así al principio, sino que llegó a serlo por el disgusto del amor de Fedra y por el alfiler que tenía en sus cabellos.
La historia de Fedra ha sido inmortalizada en la literatura por Racine, Sor Juana Inés de la Cruz, Miguel de Unamuno, Sarah Kane y Raúl Hernández Garrido y Salvador Espriu entre otros. Además ha servido de inspiración para obras pictóricas, esculturas, películas y música (como la ópera de concierto Phaedra, del año 2007, del compositor alemán Hans Werner Henze).